# (38324) 1999 RA128
(38324) 1999 RA128 est un astéroïde de la ceinture principale d'astéroïdes découvert en 1999.

## Description
(38324) 1999 RA128 a été découvert le 9 septembre 1999 à l'observatoire Magdalena Ridge, situé dans le comté de Socorro, au Nouveau-Mexique (États-Unis), par le projet Lincoln Near-Earth Asteroid Research (LINEAR).

### Caractéristiques orbitales
L'orbite de cet astéroïde est caractérisée par un demi-grand axe de 2,65 ua, un périhélie de 2,43 ua, une excentricité de 0,08 et une inclinaison de 1,67° par rapport à l'écliptique. Du fait de ces caractéristiques, à savoir un demi-grand axe compris entre 2 et 3,2 ua et un périhélie supérieur à 1,666 ua, il est classé, selon la JPL Small-Body Database, comme objet de la ceinture principale d'astéroïdes.

### Caractéristiques physiques
(38324) 1999 RA128 a une magnitude absolue (H) de 15,1 et un albédo estimé à 0,187.